# Comandante Mono
Comandante Mono es un grupo de Ska punk  del estado de Veracruz fundado en el 2002, Actualmente consta de 7 integrantes: Sergio Redondo Checo en la voz, Moisés Jiménez "Moy" en la guitarra y segunda Voz, Sergio "Fa to" Muñoz en el bajo, Pablo Martínez en la guitarra líder, José Zavaleta en la batería, Yaoli Drum en el trombón y Carlos Tapia en la trompeta.

## Estilo
Su estilo se basa en una fusión de varios géneros musicales, como el rock, el ska, el Punk, el Reggae y el Metal. En ocasiones las canciones pueden presentar alguno o varios de estos estilos dentro de una misma secuencia, lo cual emparenta a la banda en cierto modo con la música que fusionan diferentes estilos y que surgieron en la década de los 90 en América Latina, como Mano Negra, Todos Tus Muertos, Los Fabulosos Cadillacs o 2 Minutos, siendo Maldita Vecindad y la Sekta Core! los ejemplos más cercanos por tratarse de grupos mexicanos. Este referente también se ubica habitualmente en grupos de la década de los 80 e inicios de los 90 como los Bad Brains, Sublime o Fishbone.

## Historia
- Inicios

La banda inició actividades formada por Eduardo Viveros "Gatín" en la batería, el guitarrista/bajista Bruno Rodríguez Bogard y el guitarrista Manuel Rivas "Jordie", deciden llamarse Comandante Mono a raíz de una sugerencia elaborada por un aspirante a ocupar el puesto de vocalista. Ahí comenzaron una serie de grabaciones caseras en un demo con las canciones "Como Perros", "Cero a la izquierda", "Mono Mono" y "Jordie"; todas eran canciones muy cortas y rápidas, con un estilo Punk Hardcore contando con Bruno en la voz y la guitarra de ritmo.
- Segunda etapa: Los Mono se van al Ska

Durante el 2003 entró Adalí "Pequeño" a colaborar en la parte vocal de la banda; Bruno se cambió de la voz principal a hacer algunos coros y centrarse en la guitarra rítmica. Ahí en esta etapa se hicieron canciones que luego integrarían parte de la primera producción discográfica del grupo, como "Niña Moska", "Popstar" y "Groupie". Por problemas no especificados por la banda, Adalí abandonó el grupo un año y dos meses después, dejando acéfala la alineación de la banda. En ese momento entró como vocalista Sergio Redondo junto con Eduardo Jiménez en el sax, procedentes de otra banda llamada "Complejo Lolita" que acababa de separarse. Aunque en los primeros ensayos se usaba sólo un saxofón, con el paso de los días entró una trompeta para reforzar el nuevo sonido que querían para la banda. Ahí se reutilizaron canciones que Sergio y Eduardo habían tocado con la banda anterior, como "Déjame en Paz", "No Quiero Ser Un Fresa" y el que sería el primer sencillo oficial del grupo, "Hoy Me Quiero Emborrachar" todas de la autoría de Moisés Jiménez exmiembro de Complejo Lolita.
Durante el 2004 y parte del 2005 la banda trabajó en grabar su primer material discográfico formal y componer la lista de canciones, la cual se acrecentó gracias a la incorporación de George Michael Tobin como trombonista, quien tocaba la batería en un grupo de punk local llamado ATX-24.
Con algunos vaivenes en la alineación, esta formación del grupo se mantuvo unida durante el 2005 y el 2006, cuando terminaron de grabar su primer material discográfico llamado "Borrachos y Ardidos". El disco tenía 15 temas y estaba producido por Carlos Saldaña, aunque más tarde los integrantes del grupo afirmarían no sentirse del todo satisfechos con el resultado. En esta etapa de crecimiento la banda logró comenzar alternar con pesos pesados del género en el país, como Panteón Rococó y Salón Victoria y lograban un reconocimiento más notorio por parte de la misma gente, quienes incluso se apasionaban al grado de bajar artistas del escenario, como sucedió un 27 de agosto de 2006 en un masivo organizado en playas de Boca del Río, donde la gente prácticamente bajó a abucheos del escenario a la cantante Jessy Bulbo, pues se anunció por el sonido local que Los Mono no tocarían debido a que la cantante originaria de la Ciudad de México había decidido subir antes en el festival, lo cual causó una reacción inesperada del público. La banda grabó un programa especial para la cadena de televisión RTV, así como entrevistas diversas para Televisión Azteca.
En el 2007 la banda logró tener una racha de presentaciones importante para un grupo de música independiente en el estado de Veracruz; en ese año incorporaron a Sonya Cortés a los teclados.
- Tercera etapa: El Accidente y la recuperación

La banda seguía con presentaciones y planes de reeditar el álbum de "Borrachos y Ardidos" hasta que en mayo de 2007 sufrieron un aparatoso accidente automovilístico en la carretera Veracruz-Alvarado cuando un automóvil les impactó de frente, resultando gravemente lesionados la mayor parte de la banda. Al quedar el baterista, "Gatín", imposibilitado usar sus piernas debido a una fractura doble de peroné y ante la experiencia cercana al coma del bajista de la banda, se tomó la decisión unánime de suspender actividades por ocho meses, es decir, lo que restaba del año. El guitarrista líder, "Jordie", andaba de viaje al momento del accidente -lo suplía George Michael-, por lo cual no regresó sino hasta entrado el 2008.
Después de varios meses, el futuro del grupo parecía incierto al llegar la Navidad del 2007. Aunque la banda nunca planteó la posibilidad de una separación, era claro que los fanes de Los Mono ya habían dado a la banda por muerta.
Sin embargo, en marzo de 2008 Comandante Mono regresó con un show efectuado en una bodega conocido como "Chino´s Palace" en el puerto de Veracruz; el lugar fue elegido por la banda debido a que ahí se dieron algunas de sus presentaciones más importantes en su primera etapa por lo cual el show de regreso significaría "empezar de donde se quedó el grupo". A partir de esa fecha la banda también incorporó a Gustavo "Rocko" en la trompeta y a Moisés Jiménez (ex-Complejo Lolita y autor de algunas canciones de Comandante Mono) en la guitarra, con lo cual la banda pasó a formarse de 7 integrantes, ocho cuando llegó "Jordie" de regreso en abril de 2008.
Durante este año la banda hizo programas de televisión para las cadenas Telehit, RTV y Televisa, así como presentaciones con artistas como Amandititita y Los Vecinos Nocivos, por mencionar algunos. Mientras tanto, se preparaba la reedición de "Borrachos y Ardidos", la cual duró ocho meses en su producción.
En febrero de 2009 sale a la luz la producción remasterizada del material de la banda, el cual se planea distribuir a través de Su sitio oficial
Para el 2010 se comienza a trabajar en el segundo disco de la banda.
llegando el 2012 salen algunos integrantes retrasando la grabación del segundo disco el cual terminó siendo un EP llamado MIComandante Mono compuesto por 5 tracks dejando el material sin usar guardado para el siguiente disco.
En el 2014 se comienza a trabajar en el siguiente material de la banda.
Para el 2015 Eduardo Viveros Gatin deja definitivamente al grupo siendo este el último integrante original de la banda y frenando la grabación del nuevo material.  
- Cuarta etapa: El regreso con nuevo álbum, "Peligro De Extinción"

2016: Checo se reúne con George y Christopher (autores de la mayoría de las canciones) y deciden poner en marcha nuevamente el proyecto a razón de la insistencia por parte de quien terminaría apoyando como productor del nuevo álbum Luis  "Queru" Broissin, que afirmaba el material no era malo y no debía dejarse pasar ya que la intención de la banda era sólo producir el disco para no perder el trabajo y lanzarlo en forma de despedida, razón por la cual se decide continuar el proyecto y reunir nuevos integrantes, entre ellos, baterista, guitarrista, bajista, trombonista y trompetista.
2017: Se lanza el nuevo álbum "Peligro De Extinción", la banda se ha reincorporado con nuevos integrantes y tienen su sede tanto en Xalapa como en Veracruz puerto, la presentación del disco "Peligro De Extinción" se realizó el 3 y 4 de marzo en Veracruz y Xalapa junto con bandas como Cherry a go go, Vecinos Nocivos y Lawless Country.  
El disco Peligro de Extinción incluye 11 tracks, está disponible para descarga en todas las plataformas digitales y se comercializa un disco físico, dicho material puede ser adquirido mediante los sitios oficiales del grupo.
Ese año se estrena el video de la canción Charlatan. 
2018: Se reintegra al grupo Moises Jiménez "Moy" como guitarra y segunda voz recuperando así la banda a la mayoría de los autores de sus principales éxitos, ese mismo año se estrena el video del sencillo Tu Novio
2019: Se estrena el video del sencillo Hueco y la banda comienza a trabajar en el material de su nuevo disco.
2020: Se estrena el sencillo "La Rama" un arreglo de un canto tradicional de Veracruz para celebrar las épocas navideñas 
2021: Se regraba como sencillo el tema "Hoy me quiero emborrachar" por motivo del aniversario de su creación y se lanza el tema "Villa del mar Ska" 
2022: Se trabaja en un nuevo disco del grupo el cual será un recopilatorio junto con temas inéditos el cual será lanzado para el año 2023  

## Canciones y Autorías
BORRACHOS Y ARDIDOS
Hoy me quiero Emborrachar:
Letra y Musica Moises Jiménez (Moy)
Playa:
Letra: Sergio Redondo (Checo)
Música: George Tobin 
Cabaret:
Letra: Sergio Redondo (Checo)
Música: George Tobin 
Kinder:
Letra: Sergio Redondo (Checo)
Música: Manuel Rivas
Maten a Bruno:
Letra: Sergio Redondo (Checo)
Música: George Tobin 
Demente:
Letra: Sergio Redondo (Checo)
Música: George Tobin 
La afición:
Letra: Comandante Mono 
Música: George Tobin 
Gangsta:
Letra: Comandante Mono
Música: George Tobin 
Mickey Rat:
Letra: Adalí "Pequeño"
Música: Manuel Rivas
Grupie:
Letra: Adalí "Pequeño"
Música: Manuel Rivas
MICOMANDANTE MONO
Maskara:
Letra: Moises Jimenez (Moy)
Música: George Tobin 
Descontrol:
Letra: Sergio Redondo (Checo)
Música: George Tobin 
No entiendo:
Letra: Sergio Redondo (Checo)
Música: George Tobin 
Déjame en paz:
Letra: Moises Jimenez (Moy) / Sergio Redondo (Checo) 
Música: Moises Jimenez  
Veracruz:
Letra y Musica: Agustín Lara
Arreglo: George Tobin 
PELIGRO DE EXTINCIÓN

Tu novio:
Letra y Música: Sergio Redondo (Checo)
Nena:
Letra y Música: George Tobin 
Muralla:
Letra: Sergio Redondo (Checo)
Música: George Tobin
Las luchas:
Arreglo: Moises Jimenez / Sergio Redondo 
Culeros:
Letra: Sergio Redondo (Checo)
Música: George Tobin 
Condena:
Letra y Música: Christopher Garces 
Charlatán:
Letra: Sergio Redondo (Checo)
Música: George Tobin
Hueco:
Letra: Sergio Redondo (Checo)
Música: George Tobin
Zona Protegida:
Reflejo:
Letra: Sergio Redondo (Checo)
Música: Christopher Garcés (Chris)
Metanfetamina:
Letra: Sergio Redondo (Checo)
Música: Christopher Garcés (Chris) 

SENCILLOS
Dr. Zaius:
Arreglo: Juan Luis Broissin (Queru) / Sergio Redondo (Checo)
La Rama
Arreglo: Moises Jimenez (Moy) / Juan Luis Broissin (Queru)
Villa del Mar Ska
Musica: Moises Jimenez (Moy) 